# Look Who's Laughing
Pour plus de détails, voir Fiche technique et Distribution.
Look Who's Laughing est un film américain réalisé par Allan Dwan, sorti en 1941.

## Synopsis
Une star de la radio se trouve mêlé malgré lui à des tractations liées à l'implantation d'une usine d'aéronautique.

## Fiche technique
- Titre original : Look Who's Laughing
- Réalisation : Allan Dwan
- Scénario : James V. Kern
- Direction artistique : Van Nest Polglase
- Costumes : Edward Stevenson
- Photographie : Frank Redman
- Son : John L. Cass
- Montage : Sherman Todd
- Production : Allan Dwan
- Société de production : RKO Radio Pictures
- Société de distribution : RKO Radio Pictures
- Pays de production :  États-Unis
- Langue originale : anglais
- Format : Noir et blanc  — 35 mm — 1,37:1 — son mono
- Genre : Comédie
- Durée : 79 minutes
- Date de sortie :
  - États-Unis : 21 novembre 1941

## Distribution
- Edgar Bergen : Edgar Bergen et sa marionnette Charlie McCarthy
- Jim Jordan (en) : Fibber McGee
- Marian Driscoll Jordan (en) : Molly McGee
- Lucille Ball : Julie Patterson
- Louis Payne (non crédité) : Harris, le majordome

## Accueil
- Ce film fut le plus rentable de la RKO en 1941, et son succès poussa le studio à engager d'autres personnalités issues de la radio[1].